# Furusäter
Furusäter är en bebyggelse i Valla socken i Tjörns kommun i Bohuslän. Mellan 2005 och 2015 och efter 2020 avgränsade SCB här en småort. 2015 var folkmängden i området färre än 50 och småorten avregistrerades.